# Tompo
Tompo (rusky Томпо, jakutsky Томпо) je řeka v Jakutské republice v Rusku. Je dlouhá 570 km. Plocha povodí měří 42 700 km².

## Průběh toku
Pramení na hřbetu Suntar-Chajata. Po většinu toku má charakter horské řeky. Ústí zprava do Aldanu (povodí Leny).

## Vodní režim
Zdrojem vody jsou dešťové a sněhové srážky. Průměrný roční průtok vody činí přibližně 254 m³/s. Zamrzá v říjnu a rozmrzá na konci května.